# Les Herbiers
Les Herbiers település Franciaországban, Vendée megyében. Lakosainak száma 16 589 fő (2022. január 1.). Les Herbiers La Gaubretière, Beaurepaire, Les Epesses, Mesnard-la-Barotière, Mouchamps, Saint-Fulgent, Saint-Mars-la-Réorthe, Saint-Paul-en-Pareds, Vendrennes és Chanverrie községekkel határos.

## Népesség
A település népességének változása:
| Lakosok száma | 15 933 | 15 992 | 16 418 | 15 958 | 16 135 | 16 250 | 16 266 | 16 453 | 16 589 |
|               | 2013   | 2015   | 2016   | 2017   | 2018   | 2019   | 2020   | 2021   | 2022   |